# Česlav Olševski
Česlav Olševski (poln. Czesław Olszewski; *  26. Juni 1961 in Petruliškės, Rajongemeinde Vilnius) ist ein litauischer Politiker polnischer Herkunft, Mitglied des Seimas. 

## Leben
Nach dem Abitur 1979 an der Mittelschule Lavoriškės absolvierte Olševski 1991 das Studium an der Lietuvos policijos akademija und arbeitete in der Polizei Litauens. Von 2003 bis 2006 war er stellvertretender Direktor der Verwaltung der Rajongemeinde Vilnius und ab 2006 stellv. Vorsteher von Bezirk Vilnius. Von 2007 bis 2011 war Olszewski Berater des Bürgermeisters der Rajongemeinde Vilnius. Ab  2007 arbeitete er als  Direktor der Abteilung für sichere Stadt der Verwaltung der Stadtgemeinde Vilnius.  Ab 2007 war er Mitglied des Rats der Rajongemeinde Vilnius und war Vizebürgermeister. Am 9. Oktober 2016 wurde er als LLRA-KŠS-Mitglied im Bezirk Medininkai zum Seimas-Mitglied ausgewählt. Er war Mitglied im 13. Seimas. Seit November 2024 ist er Mitglied im 14. Seimas. 
Olševski ist Mitglied von Lietuvos lenkų sąjunga und Lietuvos lenkų rinkimų akcija.
Olševski ist verheiratet. Mit seiner Frau Aleksandra hat er den Sohn Lukas.